# Vescisa commoda
Vescisa commoda är en fjärilsart som beskrevs av Walker 1864. Vescisa commoda ingår i släktet Vescisa och familjen nattflyn. Inga underarter finns listade i Catalogue of Life.